# ریچارد میسون (تاریخ)
ریچارد میسون (انگلیسی: Richard Mason; ۳ مارس ۱۹۳۴ – ۲۷ ژوئن ۲۰۰۹) مورخ، ژاپن‌شناس اهل استرالیا و استاد دانشگاه ملی استرالیا بود.